# Little People – Nagy felfedezések
A Little People – Nagy felfedezések (eredeti címén Little People: Big Discoveries) dán televíziós brickfilmsorozat. Dániában 2002. június 15-étől indult. Magyarországon a Minimax vetítette, a TV2 sugározta, és a Super TV2 adta le.

## Ismertető
A városban él pár kis iskolás tanuló, akik összetartanak. Ők a két ikertestvér, Sarah-Leen és Eddie; Maggie; Michael és Sonja-Lee; valamint Freddy, Eddie békája. Az 5 gyerek és 1 béka minden nap felfedeznek valami érdekeset különös kalandok közepette

## Szereplők
- Sarah Lynn – Szőke hajú kislány a városban. Szeret a barátaival játszani és szereti a lufikat, valamint az éneklést.
- Sonya Lee – Fekete hajú kislány a városban. Szeret a barátaival a szabadban sétálni és szereti a sportot. Különlegessége, hogy képes megérteni azt, amit az állatok mondanak.
- Michael – Fekete hajú néger kisfiú a városban. Imád, rajzolni, különlegessége, hogy képes varázsolni.
- Eddie – Sarah-Leen szőke fiútestvére. Imádja a kalandokat. Van egy békája, Freddy, aki mindig vele tart kalandjaiban.
- Maggie

## Szinkronhangok
| Szerep     | Eredeti angol hang | Magyar szinkronhang |
| ---------- | ------------------ | ------------------- |
| Eddie      | Susan Roman        | Pálmai Szabolcs     |
| Sarah Lynn | Susan Roman        | F. Nagy Erika       |
| Sonya Lee  | Caroly Larson      | Mics Ildikó         |
| Maggie     | Karen Bernstein    | Oláh Orsolya        |
| Michael    | Julie Lemieux      | Seszták Szabolcs    |

További magyar hangok:
Az 5 főszereplőn kívül minden személy neve és szinkronhangja változó volt.
- Varga Tamás
- Molnár Levente
- Pipó László

## Epizódok
- A nagy kerékpár parádé (The big bike)
- Örök barátok (Friends Forever)
- Mosolyogj, Smiley, mosolyogj (Smile, Smiley, Smile)
- Michael varázslabdája (Michael mystery)
- Sarah Lyyn legjobb barátai (Sarah Lynn's best friends)
- Mennyi a túl sok? (How Much Is Too Much?)
- Mindenféle ízek (All sorts of flavors)
- Eddie megmenti a cirkuszt (Eddie Saves the Circus)
- Sarah Lynn dala  (Sarah Lynn's  shares a song)
- Sonya Lee dala (Sonya Lee sings)
- Eddie és Freddie találkozása (When Eddie met Freedie)
- Egy, Kettő Három! Rajzolj! (One. Two. Three. Draw)
- Kövesd a bárányt! (Follow that sheep)